# بطولة الأمم الرئيسية 1896
بطولة الأمم الرئيسية 1896 هو الموسم 14 من  بطولة الأمم الرئيسية. كان عدد الأندية المشاركة فيه  4، وفاز فيه منتخب أيرلندا الوطني لاتحاد الرغبي.